# Власова, Ева
Е́ва Вла́сова (род. 30 марта 1987, Ноябрьск, Ямало-Ненецкий автономный округ, РСФСР, СССР) — российская певица, автор песен и композитор. 
Широкую известность получила после участия в третьем сезоне телевизионного шоу «Ну-ка все вместе» на телеканале «Россия-1» в 2021 году, где дошла до финала музыкального соревнования, а также после съёмок в народном сезоне программы «Один в Один» на телеканале «Россия-1» в 2019 году. С 2020 года работает с экс-солисткой российского дуэта «2Маши» Машей Шейх, которая стала музыкальным продюсером Евы Власовой.
Наиболее известные песни Власовой: «Танцуй вопреки», «Она», «Бывшая», «Птица Сирин», «Тихая гавань» (дуэт с М. Шейх), «Снег» (дуэт с С. Лазаревым) "Табу" (дуэт с Алсу) .

## Биография
Ева Власова родилась в Ямало-Ненецком автономном округе в городе Ноябрьске 30 марта 1987 года. Некоторое время жила в Таганроге и в Краснодаре. С 2008 года живёт в Москве.
По состоянию на 2023 год, на протяжении 14 лет — замужем. Называет себя абсолютным «однолюбом» во всём, а также гиперответственным человеком, предпочитающим, когда всё идёт по плану.

### Образование, начало работы
Ева Власова с ранних лет была артистичным ребёнком, с детства любила петь. Когда ей было 10 лет, друзья Евы обратили внимание на то, что девочка хорошо поёт, но считалось, что это уже поздний возраст для поступления в музыкальную школу, поэтому учиться туда она так и не пошла. По окончании школы в первое время подрабатывала в магазине бытовой электроники и официанткой в кафе, но продолжала заниматься пением. Затем, получив визитку от человека, связанного с музыкой, приехала на прослушивание и окончательно осознала, что её призвание — музыка. После этого постепенно начала петь в ресторанах и на мероприятиях.
В целях получить высшее образование, Ева поступила в радиотехнический университет в Таганроге. Но точные науки были ей не близки, поэтому отучилась в вузе Власова лишь первые полгода. Через некоторое время Ева переехала в Краснодар, где получила высшее образование в Краснодарском государственном институте культуры и искусств по специальности «Туризм».
В 2008 году по приглашению подруги приехала в гости в Москву, где впоследствии и осталась жить.

### Творческая деятельность
Творческая деятельность Евы Власовой начиналась с записи кавер-версий на известные песни и их публикации в своих социальных сетях. В одним из интервью она рассказывала, что даже не отмечала тогда профили артистов, чьи композиции исполняла, думая, что это не будет им особо интересно. Публиковала записи просто для удовольствия и души для своей аудитории. Однажды один из подписчиков отправил видео Власовой автору песен, экс-солистке группы «2Маши» Маше Шейх, музыкант обратила на него внимание и связалась с Евой Власовой с предложением о поддержке и творческом взаимодействии.
С 2020 года артистки начали сотрудничать в формате «музыкальный продюсер-артист».
8 марта 2021 года состоялся релиз новой песни Евы Власовой «Она», которую она посвятила Маше Шейх. Также в сложный период жизни друга и продюсера, когда в 2022 году у неё случилась серьёзная черепно-мозговая травма с последующей госпитализацией в реанимацию, Власова напела в голосовом сообщении Шейх отрывок из будущей песни «Тихая гавань», чтобы её поддержать. По выздоровлении Маши Шейх, артистки записали дуэт на эту песню и сняли видеоклип. Также Марии посвящена песня «Маша не плачь» из альбома Власовой «Моя артистка».
По состоянию на 2023 год, за время сотрудничества Шейх и Власовой выпущено более семнадцати новых песен, сняты видеоклипы. Также Ева Власова ведёт насыщенную концертную деятельность, активно гастролирует по всей стране.

### Концертная деятельность
Ева Власова выступает с концертами в различных форматах: это и атмосферные встречи-квартирники, и сольные концерты, и участие в сборных концертах и шоу (например, BIG LOVE SHOW на «ВТБ-Арене» в Москве с песней «Снег» в дуэте с Сергеем Лазаревым в феврале 2023 года).
Первый сольный концерт Власовой с полным составом музыкантов и живым звуком состоялся 25 марта 2021 года в московском клубе «16 тонн», после чего певица многократно выступала с концертами на крупных площадках в разных городах России. По состоянию на август 2023 года, график концертов расписан до конца 2023 года.

### Конкурсы и телевизионные проекты
Осознав, что хочет заниматься музыкой, принимала участие в различных музыкальных конкурсах, но складывалось неудачно, поэтому в одном из интервью Власова даже назвала конкурсы «травмой детства», которые смогла проработать только на проекте «Ну-ка, все вместе!» (телеканал «Россия-1»). Ева Власова приняла участие в третьем сезоне программы в 2021 году, успешно выступив с песней «Девочка, танцуй!» украинской группы Artik&Asti, после чего 72 из 100 членов жюри её поддержали. В том же шестом выпуске Ева Власова выступила с песней «No roots» немецкой певицы ирландского происхождения Элис Мертон — тогда Власову поддержали 97 из 100 судей. В итоге, участница шоу дошла до финала третьего сезона «Ну-ка, все вместе!», выступив в финальном выпуске с песней российской поп-группы, особенно пользовавшейся популярностью в 1990—2000 гг., «Гости из будущего» — «Только ты». Победителем сезона тогда стала певица из Еревана (Армения) Сюзанна Мелконян, прежде принимавшая участие в отборочном туре международного музыкального конкурса «Евровидение-2016» и на конкурсе «Новая волна» в Сочи в 2017 году.
В 2019 году Ева Власова приняла участие в народном сезоне шоу «Один в один» на телеканале «Россия-1», выступив с песней народной артистки Грузинской ССР и заслуженной артистки Грузинской ССР Тамары Гвардцители «Мамины глаза».
Из неудачного опыта: в 2020 году участвовала в кастинге девятого сезона шоу «Голос» на Первом канале, однако отборочный этап не прошла.

## Дискография
• Я люблю тебя (2025)
- Без тебя (2025).
- Табу feat. Алсу (2025)
- Ты счастлива (2024).
- Половина сердца feat. Маша Шейх (2023)
- Не дура (сингл) (2023).
- E.V (2023).
- Птица Сирин (сингл) (2023).
- Она (Remake) 2023.
- Держу пари (сингл) (2023).
- Снег feat. Сергей Лазарев (сингл) (2022).
- Тихая гавань feat. Маша Шейх (сингл) (2022).
- Танцуй вопреки (сингл) (2022).
- Somebody feat. Сулима (сингл) (2022).
- Моя артистка (2022).
- Моя сумасшедшая (сингл) (2022).
- Он тебя не любил (сингл) (2021).
- Не ругай меня, мама (сингл) (2021).
- Дагестан (сингл) (2021).
- Музыка наша (сингл) (2021).
- Хочу по любви (2021).
- Санкт-Петербург (сингл) (2021).
- Косички (2021).
- Она (сингл) (2021).
- Грустная песня (сингл) (2021).
- Бывшая (2020).
- Море (сингл) (2020).
- Чёрный мой любимый (сингл) (2020).
- Ответь (сингл) (2020).
- Только так (сингл) (2020).
- Иные (сингл) (2020).
- Нас больше нет feat. Makar NotaBene (сингл) (2020).
- Недолюбили (сингл) (2019)[23].

## Интересные факты
С детских лет Ева Власова слушала музыку, популярную в те годы в России. Слушала группу «Тату», Линду, Земфиру, «Руки вверх!», «Гости из будущего». В дальнейшем начала слушать Майкла Джексона, певицу Гаяну (Gayana), Линду, Ворону, «2 Маши», Владимира Преснякова-младшего. Положительно относится к TikTok, подчёркивая, что на этой платформе всегда можно подобрать музыку по своему вкусу.
Любит передачи, направленные на развитие эрудиции. Нравится телевизионная программа «Что? Где? Когда?».

### Активность в соцсетях
Имеет собственные профили в соцсетях. В Instagram, по состоянию на 2023 год, имеет более 447 тысяч подписчиков. В официальном сообществе в социальной сети «ВКонтакте» — более 26 тысяч подписчиков. В Телеграм-канале — более 15 тысяч. На Youtube-канале — более 205 тысяч.